# Сяськелево
Ся́ськелево (фин. Sääskelä) — деревня в Гатчинском муниципальном округе Ленинградской области, бывший административный центр Сяськелевского сельского поселения.

## История
Деревни Большая Сяськелева из 14 дворов и Малая Сяськелева из 3 дворов упоминаются на «Топографической карте окрестностей Санкт-Петербурга» Ф. Ф. Шуберта 1831 года.

СЯСКЕЛЯ — деревня Войсковицкой мызы, принадлежит Кандалинцевой, надворной советнице, число жителей по ревизии: 32 м. п., 35 ж. п. (1838 год)

На картах Ф. Ф. Шуберта 1844 года и С. С. Куторги 1852 года она обозначена как деревня Большая Сяскелева.
В пояснительном тексте к этнографической карте Санкт-Петербургской губернии П. И. Кёппена 1849 года она записана как деревня Сяскеля (Сяскелева), состоящая из двух частей: 
- «Säskelä», в которой проживали 21 мужчина и 26 женщин, всего 47 жителей, все савакоты
- «Klein Säskelä», называемая также «Howinautio», где проживали 6 мужчин и 7 женщин, всего 13 жителей, все савакоты[8].

СЯСКЕЛЯ — деревня действительного статского советника Кандалинцева, по просёлочной дороге, число дворов — 14, число душ — 24 м. п. (1856 год)

Согласно «Топографической карте частей Санкт-Петербургской и Выборгской губерний» в 1860 году деревня Большая Сяскелева состояла из 7 крестьянских дворов, а Малая Сяскелева — из 3.

СЯСЬКЕЛЯ — деревня владельческая при колодце, число дворов — 12, число жителей: 22 м. п., 26 ж. п. (1862 год)

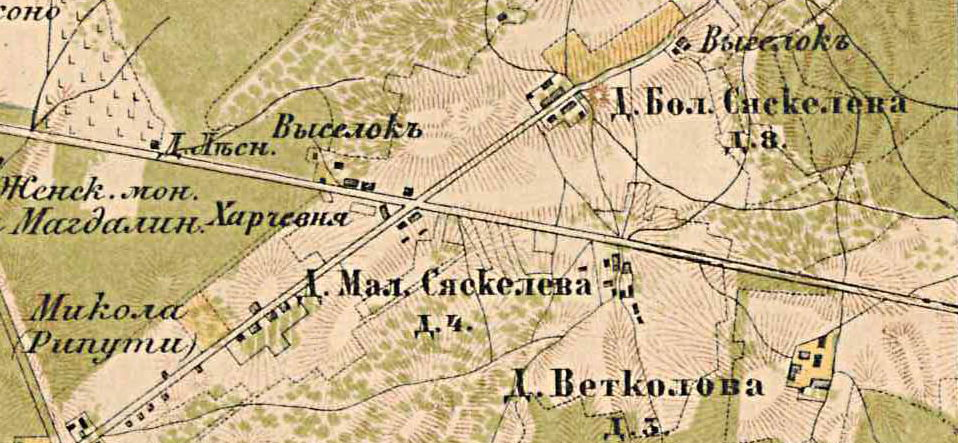
План деревни Сяськелево. 1885 год

В 1885 году деревня Большая Сяскелева насчитывала 8 дворов, Малая — 4.
В конце XIX века деревни административно относились к Гатчинской волости 3-го стана Царскосельского уезда Санкт-Петербургской губернии, в начале XX века — 2-го стана. Население деревни было исключительно финским.
К 1913 году количество дворов не изменилось.
С 1918 по 1922 год деревни Большое Сяськелево и Малое Сяськелево входили в состав Ребболовского сельсовета Гатчинской волости Детскосельского уезда.
С 1922 года в составе Миккинского сельсовета Вохоновской волости.
С 1923 года в составе Венгиссаровской волости Гатчинского уезда.
Согласно данным переписи населения СССР 1926 года в деревне Большое Сяськелево Миккинского сельсовета Венгисаровской волости Троцкого уезда проживали 70 человек, в деревне Малое Сяськелево — 75 человек, большинство финны, а также ижоры.
С 1927 года в составе Гатчинского района.
С 1928 года в составе Вохоновского сельсовета. В 1928 году население деревень Большое и Малое Сяськелево составляло 145 человек.

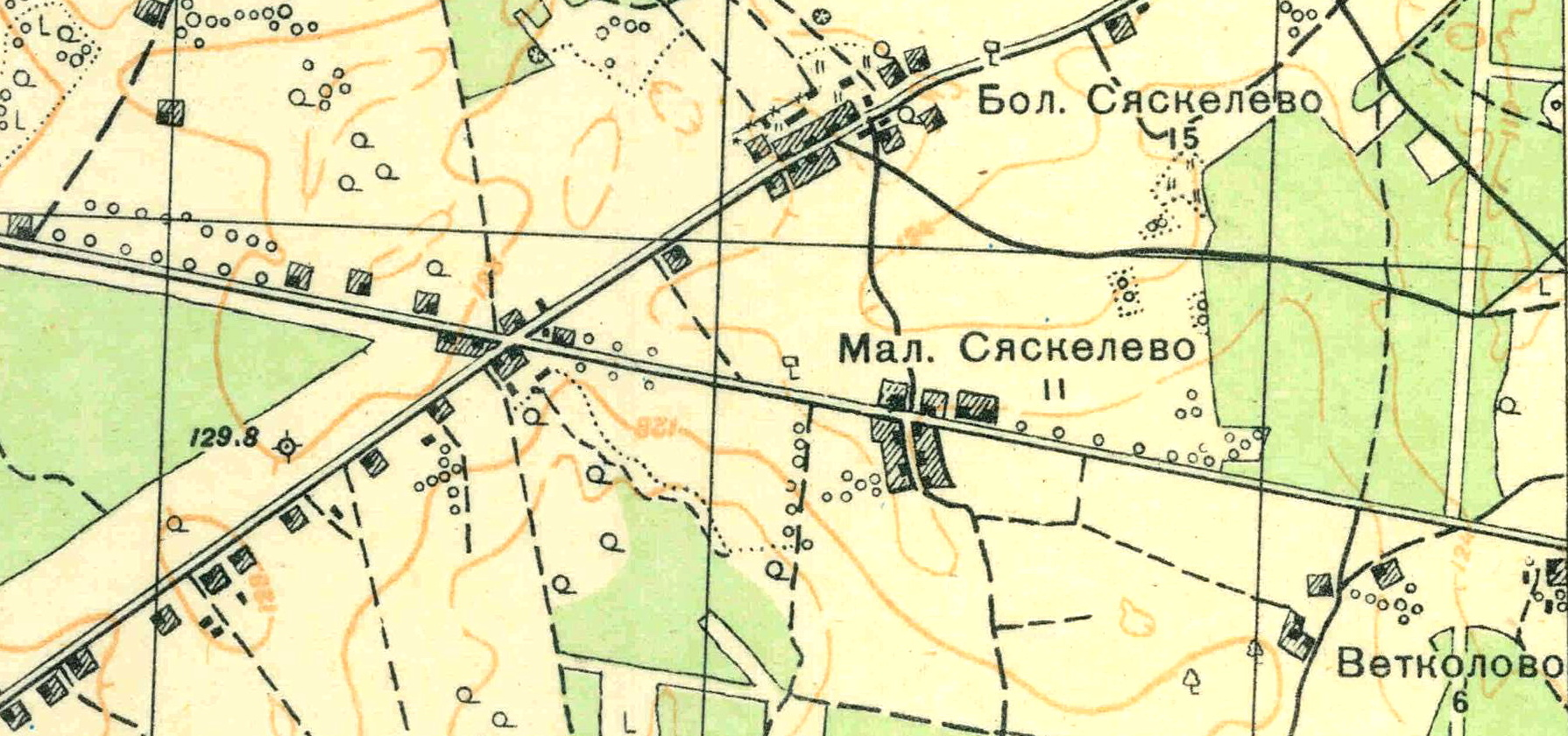
План деревни Сяськелево. 1931 год

Согласно топографической карте 1931 года деревня Большое Сяськелево насчитывала 15 дворов, Малое Сяськелево — 11.
По данным 1933 года деревни Большое и Малое Сяськелево относились к Вохоновскому сельсовету Красногвардейского района.
С 1939 года в составе Жабинского сельсовета.
С 1940 года вновь в составе Вохоновского сельсовета.
Деревни были освобождены от немецко-фашистских оккупантов 25 января 1944 года.
С 1944 года в составе Гатчинского района.
С 1954 года в составе Большеондровского сельсовета.
В 1965 году население деревень Большое и Малое Сяськелево составляло 662 человека.
По данным 1966 и 1973 годов деревни Большое и Малое Сяськелево также входили в состав Большеондровского сельсовета. В деревне Большое Сяськелево располагалась центральная усадьба совхоза «Пламя».
По данным 1990 года в деревне Сяськелево проживали 1963 человека. Деревня являлась административным центром Сяськелевского сельсовета в который входили 21 населённый пункт: деревни Акколово, Большое Ондрово, Войсковицы, Вохоново, Вытти, Жабино, Кастино, Крокшево, Малое Ондрово, Муттолово, Новые Низковицы, Переярово, Питкелево, Реболово, Ронилово, Саванкюля, Старые Низковицы, Сяськелево, Тойворово, Туганицы, Фьюнатово, общей численностью населения 3583 человека.

## География
Деревня расположена в северо-западной части района на автодороге А120 (Санкт-Петербургское южное полукольцо) в месте примыкания к ней автодороги 41К-227 (Сяськелево — Муттолово).
Расстояние до административного центра района, города Гатчины — 20 км.
Расстояние до ближайшей железнодорожной станции Войсковицы — 6 км.

## Демография
| 1838  | 1848  | 1862  | 1997  | 2006  | 2007  | 2010  |
| ----- | ----- | ----- | ----- | ----- | ----- | ----- |
| 67    | ↘60   | ↘48   | ↗2083 | ↘1901 | ↗1906 | ↗2135 |
| 2012  | 2013  | 2017  | 2021  |       |       |       |
| ↘1963 | ↗2005 | ↗2223 | ↗3062 |       |       |       |

В 1997 году в деревне проживали 2083 человека.
По состоянию на 1 января 2007 года в деревне находилось 701 домохозяйство, где проживали 1906 человек, в 2010 году — 2135 человек, в 2017 — 2223 человек.

### Национальный состав
В 2002 году в деревне проживал 2051 человек, из них русские — 87 %.
Согласно данным Всероссийской переписи населения 2021 года в деревне проживали 3062 человека, из них:
 русские — 2739, узбеки — 44, украинцы — 21, белорусы — 20, финны — 15, киргизы — 12, азербайджанцы — 6, казахи — 6, армяне — 4, лезгины — 4, татары — 4, молдаване — 3, таджики — 3, чуваши — 3, грузины — 2, марийцы — 2, вепсы — 1, мордва-эрзя — 1, немцы — 1, другие национальности — 9 человек, остальные национальность не указали.

## Предприятия и организации
- Племенное хозяйство «Пламя»
- Амбулатория
- Библиотека
- Дом культуры
- Ветеринарный участок
- Отделение почтовой связи
- Продовольственные магазины

## Образование
В деревне есть средняя общеобразовательная школа и отделение дошкольного образования:
- МБОУ Пламенская СОШ[34]
- МБДОУ Детский сад № 25

## Транспорт
От Гатчины до Сяськелево можно доехать на автобусах № 521, 522, 523, 530, 536, 543.

## Фото

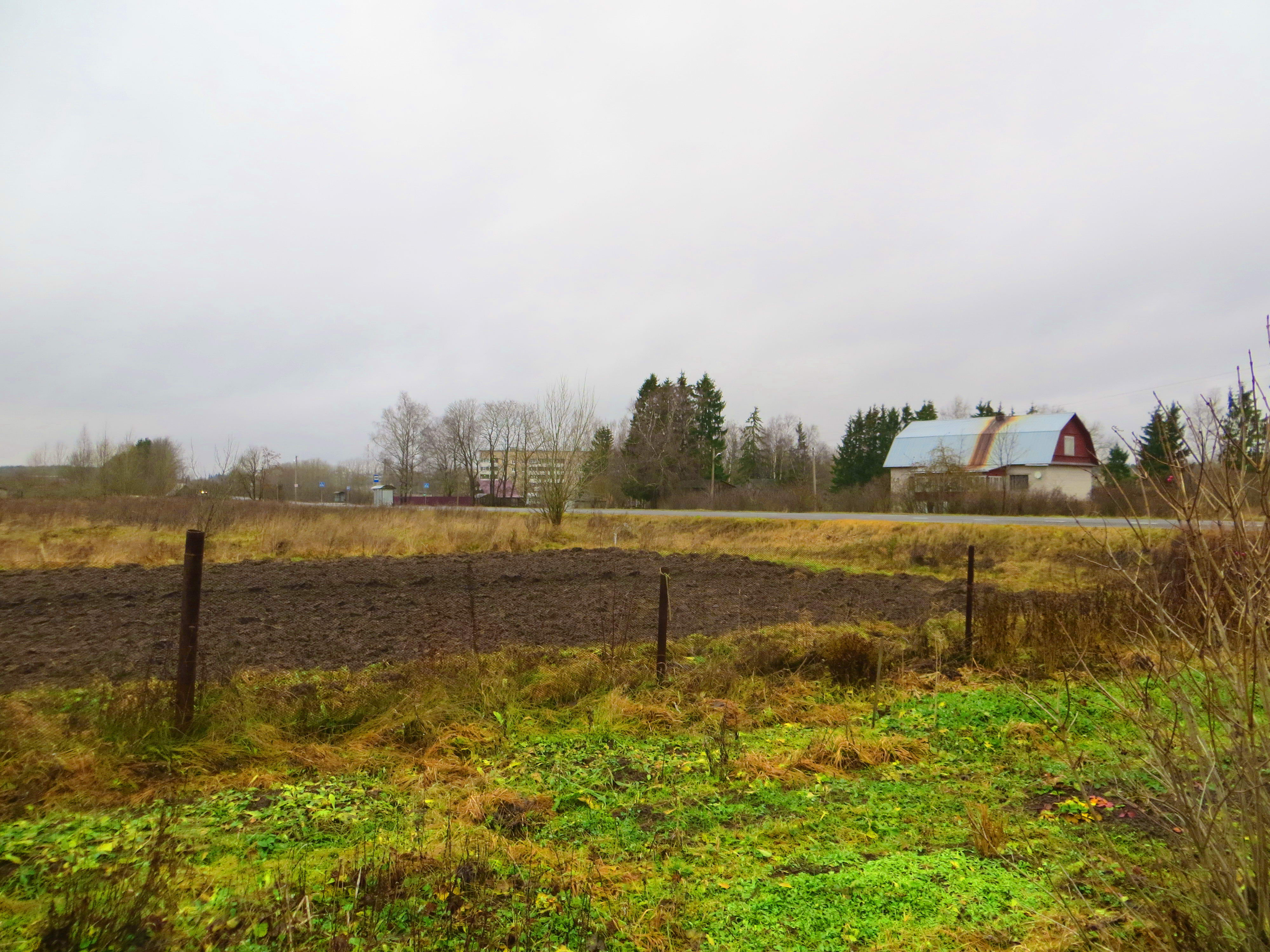
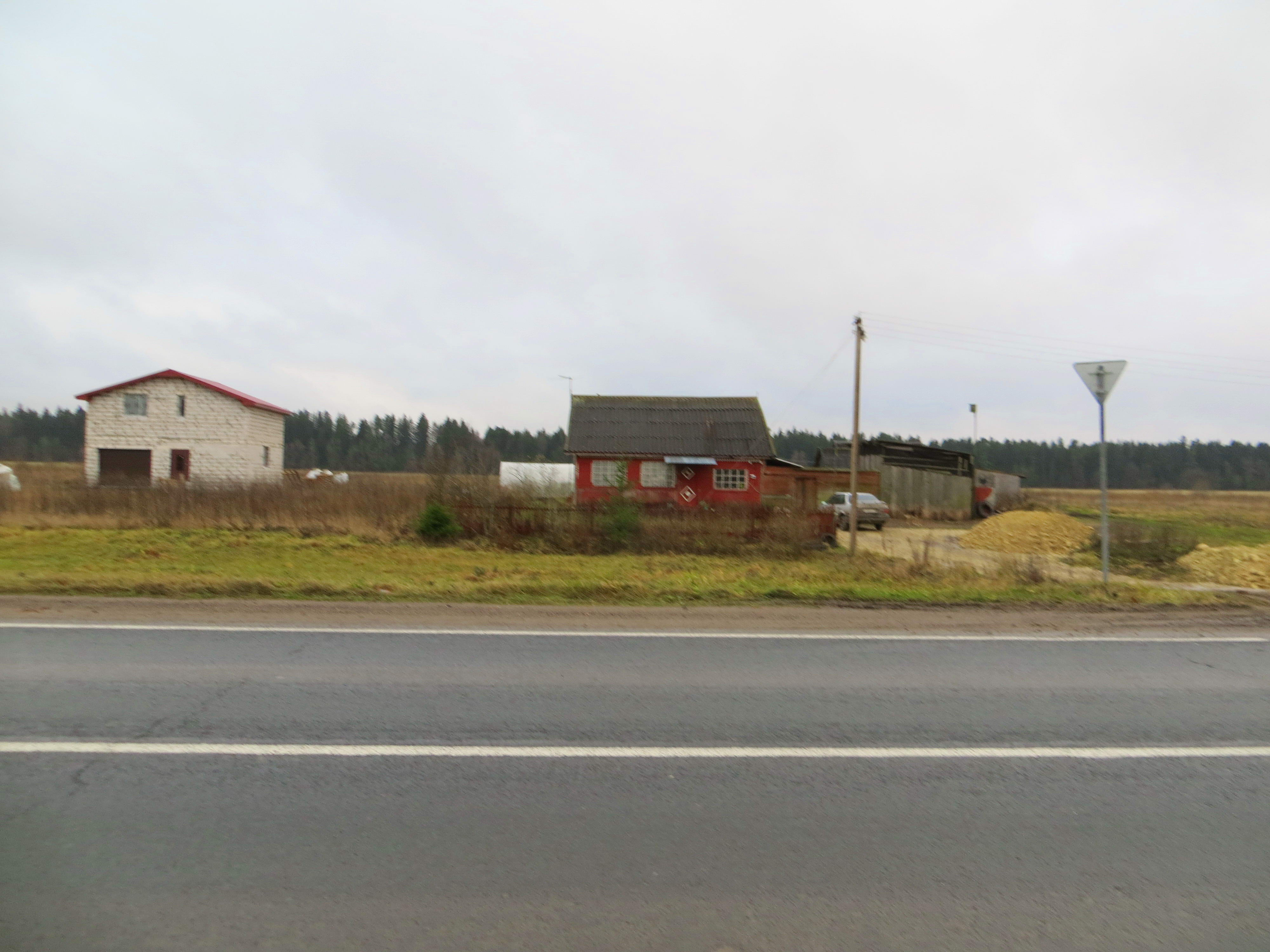
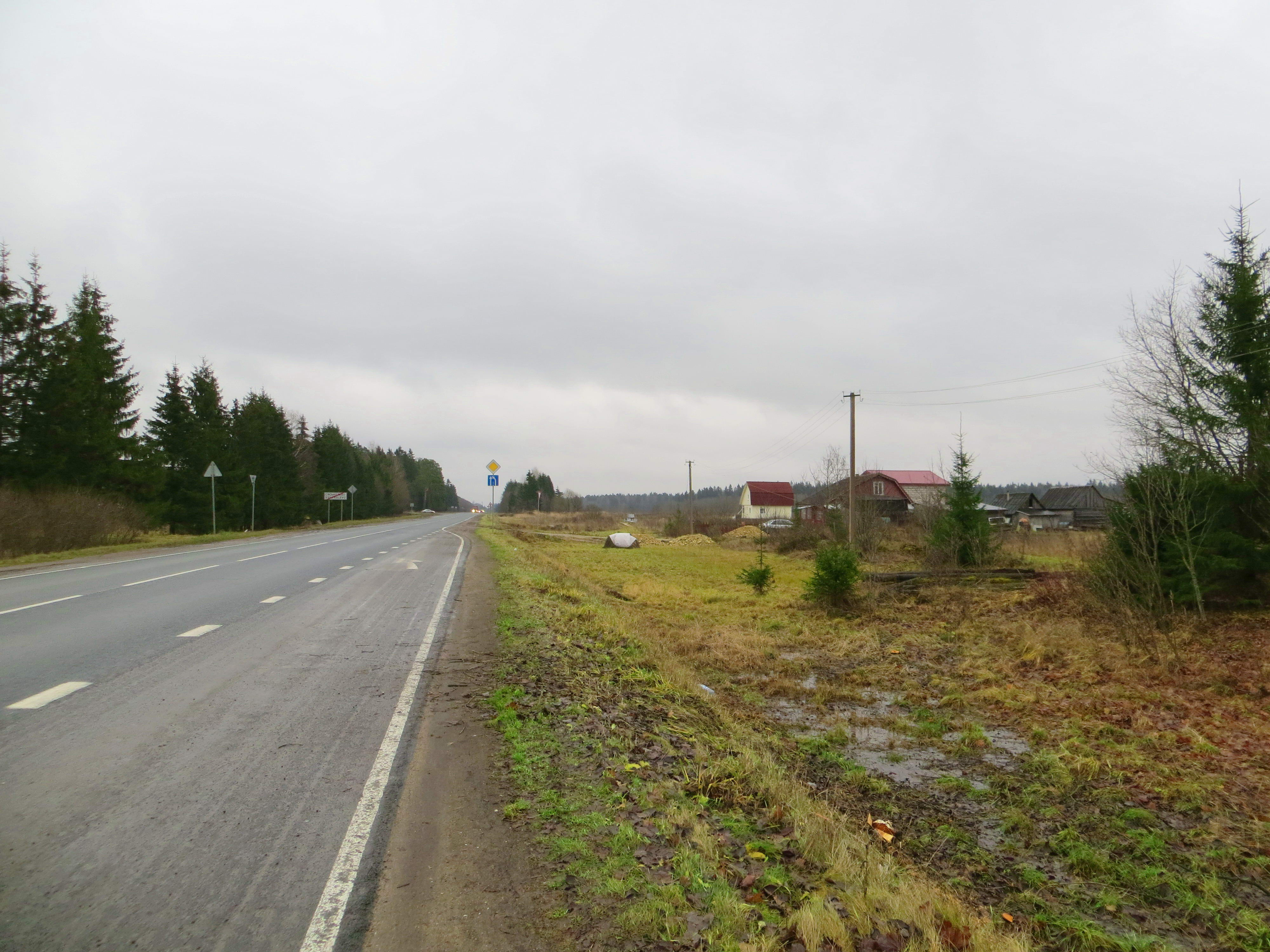

## Достопримечательности
Церковь Рождества Христова.

## Улицы
Малое Сяськелево, Новосёлки, Полевая, Центральная, Школьная, Шофёрская.

## Садоводства
Здоровье.